# العلاقات التشادية السيراليونية
العلاقات التشادية السيراليونية هي العلاقات الثنائية التي تجمع بين تشاد وسيراليون.

## مقارنة بين البلدين
هذه مقارنة عامة ومرجعية للدولتين:
| وجه المقارنة                                              | تشاد                      | سيراليون       |
| --------------------------------------------------------- | ------------------------- | -------------- |
| المساحة (كم2)                                             | 1.28 مليون                | 71.74 ألف      |
| عدد السكان (نسمة)                                         | 15.23 مليون               | 7.56 مليون     |
| الكثافة السكانية (ن./كم²)                                 | 11.9                      | 105.38         |
| العاصمة                                                   | انجمينا                   | فريتاون        |
| اللغة الرسمية                                             | لغة فرنسية، اللغة العربية | لغة إنجليزية   |
| العملة                                                    | فرنك وسط أفريقي           | ليون سيراليوني |
| الناتج المحلي الإجمالي (بليون دولار)                      | 9.98 مليار                | 3.77 مليار     |
| الناتج المحلي الإجمالي (تعادل القوة الشرائية) بليون دولار | 30.54 مليار               | 10.13 مليار    |
| الناتج المحلي الإجمالي الاسمي للفرد دولار أمريكي          | 775                       | 653            |
| الناتج المحلي الإجمالي للفرد دولار أمريكي                 | 2.18 ألف                  | 1.97 ألف       |
| مؤشر التنمية البشرية                                      | 0.392                     | 0.413          |
| رمز المكالمات الدولي                                      | +235                      | +232           |
| رمز الإنترنت                                              | .td                       | .sl            |
| المنطقة الزمنية                                           | ت ع م+01:00               | 00             |

## منظمات دولية مشتركة
يشترك البلدان في عضوية مجموعة من المنظمات الدولية، منها:
| علم المنظمة | اسم المنظمة                                 | تاريخ انضمام تشاد | تاريخ انضمام سيراليون |
| ----------- | ------------------------------------------- | ----------------- | --------------------- |
|             | البنك الإفريقي للتنمية                      | ?                 | ?                     |
|             | منظمة التعاون الإسلامي                      | ?                 | ?                     |
|             | منظمة الشرطة الجنائية الدولية               | ?                 | ?                     |
|             | الاتحاد البريدي العالمي                     | ?                 | ?                     |
|             | الاتحاد الأفريقي                            | ?                 | ?                     |
|             | منظمة التجارة العالمية                      | ?                 | ?                     |
|             | مؤسسة التنمية الدولية                       | 7 نوفمبر 1963     | 13 نوفمبر 1962        |
|             | مؤسسة التمويل الدولية                       | 2 أبريل 1998      | 10 سبتمبر 1962        |
|             | منظمة حظر الأسلحة الكيميائية                | ?                 | ?                     |
|             | الأمم المتحدة                               | 20 سبتمبر 1960    | 27 سبتمبر 1961        |
|             | الاتحاد الدولي للاتصالات                    | 25 نوفمبر 1960    | 30 ديسمبر 1961        |
|             | البنك الدولي للإنشاء والتعمير               | 10 يوليو 1963     | 10 سبتمبر 1962        |
|             | مجموعة دول أفريقيا والكاريبي والمحيط الهادئ | ?                 | ?                     |
|             | المركز الدولي لتسوية المنازعات الاستشارية   | 14 أكتوبر 1966    | 14 أكتوبر 1966        |
|             | وكالة ضمان الاستثمار متعدد الأطراف          | 11 يونيو 2002     | 20 يونيو 1996         |
|             | يونسكو                                      | 19 ديسمبر 1960    | 28 مارس 1962          |